# Laurie Garrett
Laurie Garrett (né en 1951 à Los Angeles, Californie) est une journaliste scientifique et écrivaine américaine.
Elle a notamment remporté le Pulitzer Prize for Explanatory Journalism (en) en 1996 pour une série de reportages parus dans Newsday et traitant de la propagation du virus Ebola au Zaïre.

## Biographie
Laurie Garrett obtient son diplôme de la San Marino High School (en) en 1969 ainsi qu'un baccalauréat universitaire ès lettres en biologie au Merrill College (en) de l'université de Californie à Santa Cruz en 1975,. Elle fait des études graduées au département de bactériologie et d'immunologie de l'université de Californie à Berkeley ainsi que de la recherche à l'université Stanford avec Leonard Herzenberg.

## Œuvres
Livres
- Laurie Garrett, The Coming Plague : Newly Emerging Diseases in a World Out of Balance, Penguin, 1995, 750 p. (ISBN 0-14-025091-3)
- Laurie Garrett, Betrayal of Trust : The Collapse of Global Public Health, Hyperion, 2001, 781 p. (ISBN 0-7868-8440-1)
- Laurie Garrett, I Heard the Sirens Scream : How Americans Responded to the 9/11 and Anthrax Attacks, Amazon.com Kindle e-book, 2011

Articles
- (en) « The Nightmare of Bioterrorism. », Foreign Affairs[5], 2001
- (en) « The Next Pandemic. », Foreign Affairs[6], 2005
- (en) « Ebola's Lessons, How the WHO Mishandled the Crisis. », Foreign Affairs[7], 2015